# Ursula Karven
Ursula Karven (* 17. září 1964 Ulm) je německá herečka, modelka, spisovatelka a instruktorka jógy.
Karven hrála v množství německých televizních filmech a seriálech.

## Život
Ursula Ganzenmüller, později známá pod svým uměleckým pseudonymem Ursula Karven, se narodila v Ulmu 17. září 1964. V roce 1984 (ve svých 20 letech) měla svůj debut při své účasti ve filmu Ein irres Feeling, který režíroval Nikolas Müllerschrön.
V roce 1986 se poprvé objevila na televizních obrazovkách v jedné epizodě třinácté sezóny televizních seriálu Derrick.